# Tempio delle Sirene
Il Tempio delle Sirene è un ipotetico santuario dedicato alle sirene e descritto da Strabone.

## Identificazione
Secondo lo storico greco il tempio era tra i più conosciuti dell'antichità ed era collocato nella penisola sorrentina. Il dibattito sull'identificazione del sito è proseguito per lungo tempo, coinvolgendo storici come Bartolommeo Capasso, Karl Julius Beloch, Ettore Pais.
Nel 1979, in seguito al ritrovamento casuale in località Vadabillo  in località Deserto a Sant'Agata sui due golfi (sede di scavi già nell'800) di un'anforetta calcidese con la raffigurazione di galli e sirene, si riaprì la discussione sull'ubicazione del tempio.
A conforto di questa tesi si deve considerare che la collina comunemente chiamata Deserto in passato era denominata Mons Sirenianus e la via Augustea viene posizionata da Strabone ed altri " Ubi Sirenae".